# Licencia matrimonial
Una licencia matrimonial o licencia de matrimonio es un documento emitido por una autoridad civil o eclesiástica, que autoriza a una pareja para celebrar su matrimonio. Su existencia y, en su caso, los trámites o procedimientos para obtenerla dependen del derecho de familia de cada Estado; y ha variado históricamente. 
Comenzaron a emplearse en la Edad Media, con el objetivo de permitir matrimonios que de otra manera serían ilegales (por ejemplo, los que no habían realizado la necesaria proclama o amonestaciones).
En algunas jurisdicciones, el requerimiento legal de la licencia puede servir como registro matrimonial, si es firmado por la pareja contrayente y testigos. En otras, se puede obtener un "perdón" o "excusa" (pardon) para casarse sin licencia, y en otras están reconocidos los common-law marriages (la traducción "matrimonios de derecho común" puede no ser apropiada -common-law es una de las expresiónes del derecho consuetudinario anglosajón-) y los matrimonios por cohabitación y representación, que no requieren licencia matrimonial. En otras jurisdicciones no se requiere licencia para contraer matrimonio o tales documentos no existen, y se entrega un certificado de matrimonio o un libro de familia tras la ceremonia.